# 1972 aux États-Unis
Pour des articles plus généraux, voir Chronologie des États-Unis et 1972.
Chronologie des États-Unis
- 1968
- 1969
- 1970
- 1971
- 1972
- 1973
- 1974
- 1975
- 1976

Cette page concerne des événements d'actualité qui se sont produits durant l'année 1972 du calendrier grégorien aux États-Unis.

## Gouvernement
- Président : Richard Nixon
- Vice-président :
- Secrétaire d'État :
- Chambre des représentants - Président

## Événements
- 7 février : loi sur les campagnes électorales fédérales, limitation des dépenses des campagnes électorales.
- 21 - 28 février : voyage de Richard Nixon en Chine[1].
- 22 mars : le Congrès des États-Unis approuve l'Equal Rights Amendment visant à assurer aux femmes une totale égalité. Approuvé également par Nixon, il verra son processus de ratification bloqué par les tenants de la « Nouvelle Droite ».
- 30 mars : bombardements américains après l'attaque du Nord-Vietnam.
- 9 mai : Opération Linebaker. Bombardement aériens de l'US Air Force contre les troupes du Nord-Vietnam qui ont envahi le sud du pays depuis le 30 mars. 200 chasseurs et 120 bombardiers lourds (B-52) sont engagés contre le guérilla nord-vietnamienne.
- 22 - 23 mai : voyage de Nixon en Union soviétique.
- 17 juin : en pleine campagne électorale, la police surprend cinq hommes en train de poser des micros dans l’immeuble du Watergate à Washington, où siège le QG du parti démocrate. L'enquête révèle que ces hommes ont agi pour le compte du « Comité pour la réélection du président » républicain Richard Nixon ce qui déclenche une crise politique majeure connue sous le terme de « Scandale du Watergate ».
- 19 juin : United States v. U.S. District Court. Arrêt de la Cour Suprême sur les écoutes téléphoniques organisées par les agences fédérales. Si la cour, par 8 voix contre 0, réaffirme la primauté du Quatrième Amendement (respect de la vie privée), elle n'interdit pas pour autant la réalisation de ces écoutes par le gouvernement.
- 29 juin : Condamné à mort par l'État de Géorgie, William Henry Furman saisit la haute cour sur la question suivante :  La sentence et l'exécution de la peine capitale dans cette affaire constitue-t-elle un châtiment cruel et inhabituel non conforme aux VIIIe et XIVe amendements ? La Cour suprême des États-Unis rend l'arrêt Furman v. Georgia (5 voix contre 4) qui instaure un moratoire sur la peine de mort aux États-Unis (abrogé en 1976).
- Été : manifestations pacifistes devant le siège de la compagnie Honeywell, accusée de produire des armes antipersonnel.
- 31 juillet : détournement du vol 841 Delta Air Lines des membres de la Black Liberation Army.
- 23 août : amorce du retrait des dernières unités combattantes du Vietnam.
- 29 août : tempête tropicale Carrie sur la Côte Est.
- 20 octobre : Revenue Sharing Act qui remet pendant cinq ans 1/7° de l’aide fédérale (6 milliards de dollars) aux gouvernements locaux.
- 2 septembre - 4 septembre : Erie Canal Soda Pop Festival, festival de musique catastrophique
- 22 octobre : Nixon ordonne la fin des bombardements sur le Nord-Vietnam.
- 7 novembre : réélection de Richard Nixon (R) comme président des États-Unis avec 60,7 % des voix face au programme de réformes radicales du démocrate George McGovern (D) 37,5 %.
  - Le Congrès des Etats-Unis reste cependant sous le contrôle du Parti Démocrate.
- 18 décembre : Opération Linebaker II. 2 000 avions tactiques et 207 B-52 entament une campagne intense de bombardements aériens au Nord-vietnam pour forcer celui-ci à revenir à la table des négociations pour la fin de la Guerre du Vietnam.
- 29 décembre : un Lockheed L-1011 de la compagnie Eastern Air Lines (vol 401) s'écrase près de Miami avec 176 personnes à son bord. On dénombrera 103 victimes. L'accident est dû à une panne mécanique.

## Économie et société
- Mauvaises récoltes.
- Le déficit commercial se creuse (0,4 % du PIB).
- 1151,8 milliards de dollars de PNB.
- Le budget fédéral atteint 211,9 milliards de dollars.
- 21,1 milliards de dollars de déficit (1,9 % du PIB).
- 74,3 milliards de dollars alloués au budget de la défense.
- Des organismes fédéraux indépendants contrôlent la qualité des produits livrés à la consommation.
- 5,5 % de chômeurs
- Le retrait américain se poursuit : 24 000 hommes présents au Vietnam. 56 443 militaires tués.